# واژگون‌نما
واژگون‌نما (نام علمی: Pseudargynnis) نام یک سرده از زیرخانواده دریابدها است.